# La Chapelle-Bayvel
La Chapelle-Bayvel är en kommun i departementet Eure i regionen Normandie i norra Frankrike. Kommunen ligger i kantonen Cormeilles som tillhör arrondissementet Bernay. År 2022 hade La Chapelle-Bayvel 383 invånare.

## Befolkningsutveckling
Antalet invånare i kommunen La Chapelle-Bayvel
Referens:INSEE